# Taartpuzzel

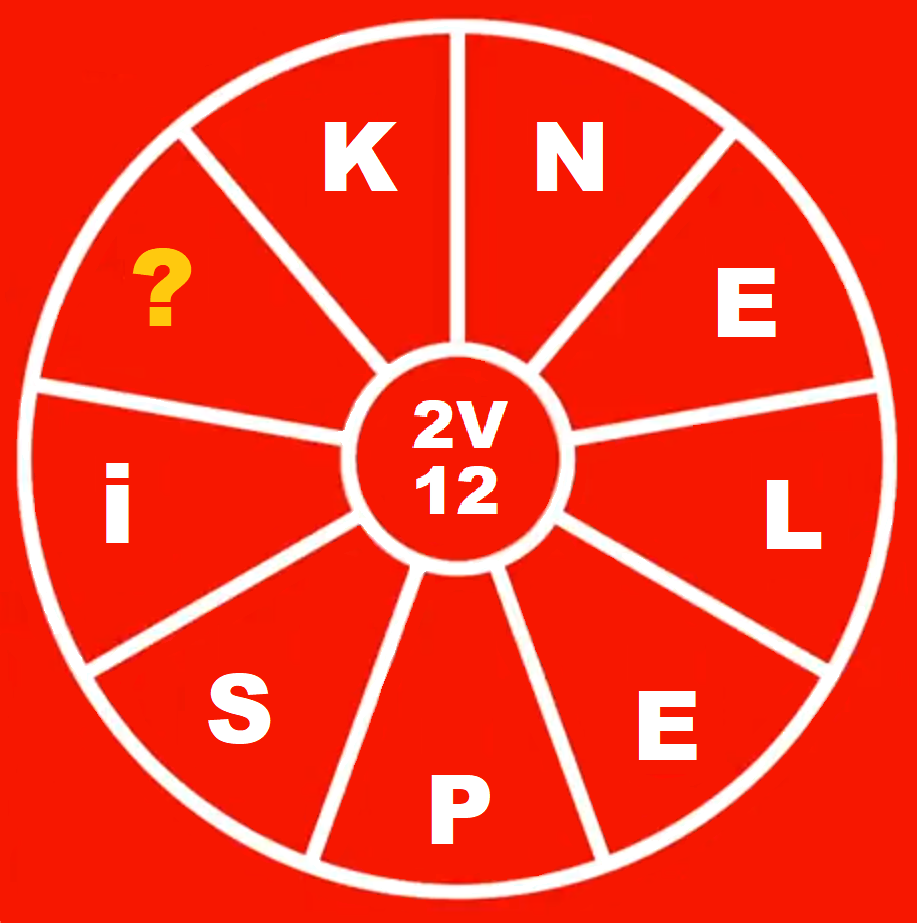
Taartpuzzel

Een taartpuzzel is in woordpuzzel in de vorm van een taart. 
De taart van de opgave is verdeeld in taartpunten. Deze taartpunten vormen samen een woord waarvan een letter ontbreekt. De ontbrekende letter staat aangegeven als een vraagteken. Eerst dient te worden bepaald of het woord met de klok mee of tegen de de klok in moet worden gelezen. Daarna begint het zoeken naar de letter waarmee het woord begint. 

Voor taartpuzzels worden vaak woorden van negen letters gebruikt.
Taartpuzzels worden ook wel als leermiddel ingezet.

## 2 voor 12
De taartpuzzel werd bekend door de Nederlandse televisiequiz Twee voor twaalf (ook wel geschreven als 2 voor 12). De ontbrekende letter van de taartpuzzel was een van de twaalf letters van de eindoplossing. Taartpuzzels worden in het programma wel afgewisseld met paardensprongpuzzels. Er bestaan websites om het oplossen van taartpuzzels en paardensprongpuzzels te oefenen. 

## Woordwielen

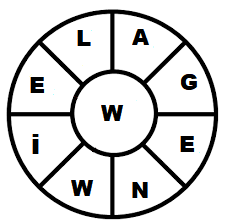
Woordwiel

Taartpunten zijn een Nederlandse versie van het Engelse Word Wheel (woordwiel). Bij woordwielen staat een letter centraal. Doel is om zoveel mogelijk geldige woorden te vormen. Elk woord bevat de centrale letter. Daarnaast bevat elke puzzel minimaal één woord van 9 letters. Woorden moeten minimaal drie letters lang zijn. Er bestaan echter veel verschillende spelregels.
Er bestaan ook meerdere oplosstrategieën. Zo kan gezocht worden naar anagrammen gevormd door de letters te herschikken) met de centrale letter. Of door algemene voorvoegsels (bijvoorbeeld 'on-', 're-') en achtervoegsels (bijvoorbeeld '-ing', '-end') te vinden. Verder kan worden gezocht naar verwante woorden (bijvoorbeeld 'kat', 'katten' ‘katachtig’) of gecombineerde kortere woorden om langere woorden te vormen (bijvoorbeeld 'zon' + 'vis' = 'zonnevis'). 

### 3D
Een fysieke Woordwiel werd ontworpen in 1882.  Deze papieren puzzel had vier wielen (schijven) met dop elk wiel rondom het gehele alfabet van A tot Z. De opdracht luidde om gelijktijdig twee vierletterwoorden te laten ontstaan. Dit mag vanaf de buitenzijde naar binnen of van binnen naar buiten lezend. Een enkel woord van vier letters is goed te doen, maar twee woorden tegelijk is een grote uitdaging. Er zijn namelijk 17.576 unieke posities van vier wielen. Er zijn slechts 353 tweeletterwoorden te maken en nog veel minder drieletterwoorden. Dan is het dus erg moeilijk om vierletterwoorden tegelijk te vinden. 
Aanvulpuzzel
· anagrampuzzel
· citaatpuzzel
· cryptogram
· doorloper
· droedel
· filippine
· hartbrekerpuzzel
· kruiswoordpuzzel
· paardensprong
· paspuzzel
· pentagrampuzzel
· petpuzzel
· rebus
· scrabble
· slashpuzzel
· spiraalpuzzel
· taartpuzzel
· weefpuzzel
· woordritsen
· woordladder
· woordvlechten
· woordworm
· woordzoeker
· wordfeud
· wordle
· wurdian
· Zweedse puzzel